# Геккер, Наум Леонтьевич
Наум Леонтьевич Геккер (также Наум Лазаревич, настоящее имя Нахман Лейвикович Геккер; псевдоним — Былой; 17 апреля 1861, Бахмутский уезд — 13 июля 1919, Одесса
1. ↑  Российская еврейская энциклопедия
2. ↑  Нахман (Наум) Лейвикович Геккер в списках подвергнутых дознанию
3. ↑  https://www.familysearch.org/ark:/61903/3:1:3QHV-BQ1J-CSN5?view=explore&groupId=TH-7719-134350-70252-34&lang=ru

, Одесса) — российский революционер, журналист, критик, этнограф.

## Биография
Учился в Бердянской гимназии. Исключен до окончания курса с 7 класса в 1881 году. Арестован в 1881 году вместе с братом Гершем по делу «Южно-русского рабочего союза» и приговорён Одесским военным судом к каторжным работам на 10 лет.. Отбывал срок на Карийской каторге. На поселение ушёл в Якутскую область. В 1889 году после истязаний тюремной администрацией политкаторжанок,  предпринял попытку самоубийства (стрелялся). Выжил, но остался инвалидом.
После освобождения жил в Якутской области, принял участие в Сибиряковской экспедиции.
В конце 90-х гг. поселился в Одессе, где занимался литературной деятельностью.
Печатался в «Восточном обозрении», «Одесских новостях», «Сибирской жизни», «Русском богатстве», «Современнике», «Северных записках», «Заветах», «Сибири» и других.